# Athetis rionegrensis
Athetis rionegrensis là một loài bướm đêm trong họ Noctuidae.